# Monroe, Connecticut
Monroe är en kommun (town) i Fairfield County i delstaten Connecticut, USA med cirka 19 247 invånare (2000).
1. ↑  United States Census Bureau (red.), USA:s folkräkning 2020, läs online, läst: 1 januari 2022.[källa från Wikidata]
2. ↑  hämtat från: engelskspråkiga Wikipedia.[källa från Wikidata]